# فربيون ريجيس جوبا
فربيون ريجيس جوبا (Euphorbia regis-jubae) هو نوع من كاسيات البذور من عائلة الفربيون، موطنه شرق جزر الكناري وغرب المغرب وشمال غرب الصحراء الغربية.  وتعرف في الإسبانية باسم "tabaiba morisca". عادةً ما يتم الخلط بينه وبين الفربيون اللاماركي (Euphorbia lamarckii).

## التصنيف
وصف جاك إتيان جاي فربيون ريجيس جوبا لأول مرة عام 1847 وتم التعامل معه في البداية على أنه نوع فرعي من أنواع الفربيون الأخرى في جزر الكناري.

## التوزيع

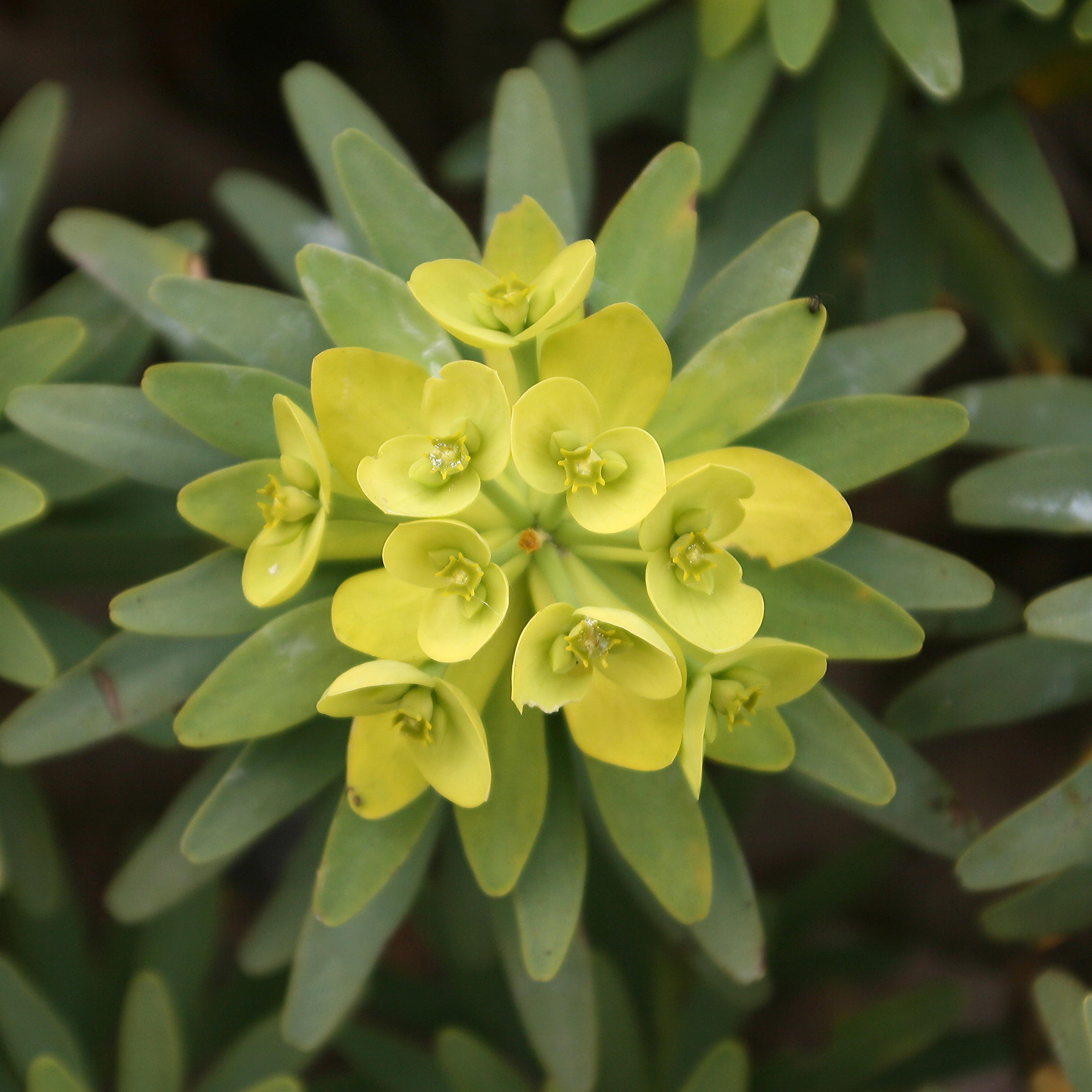
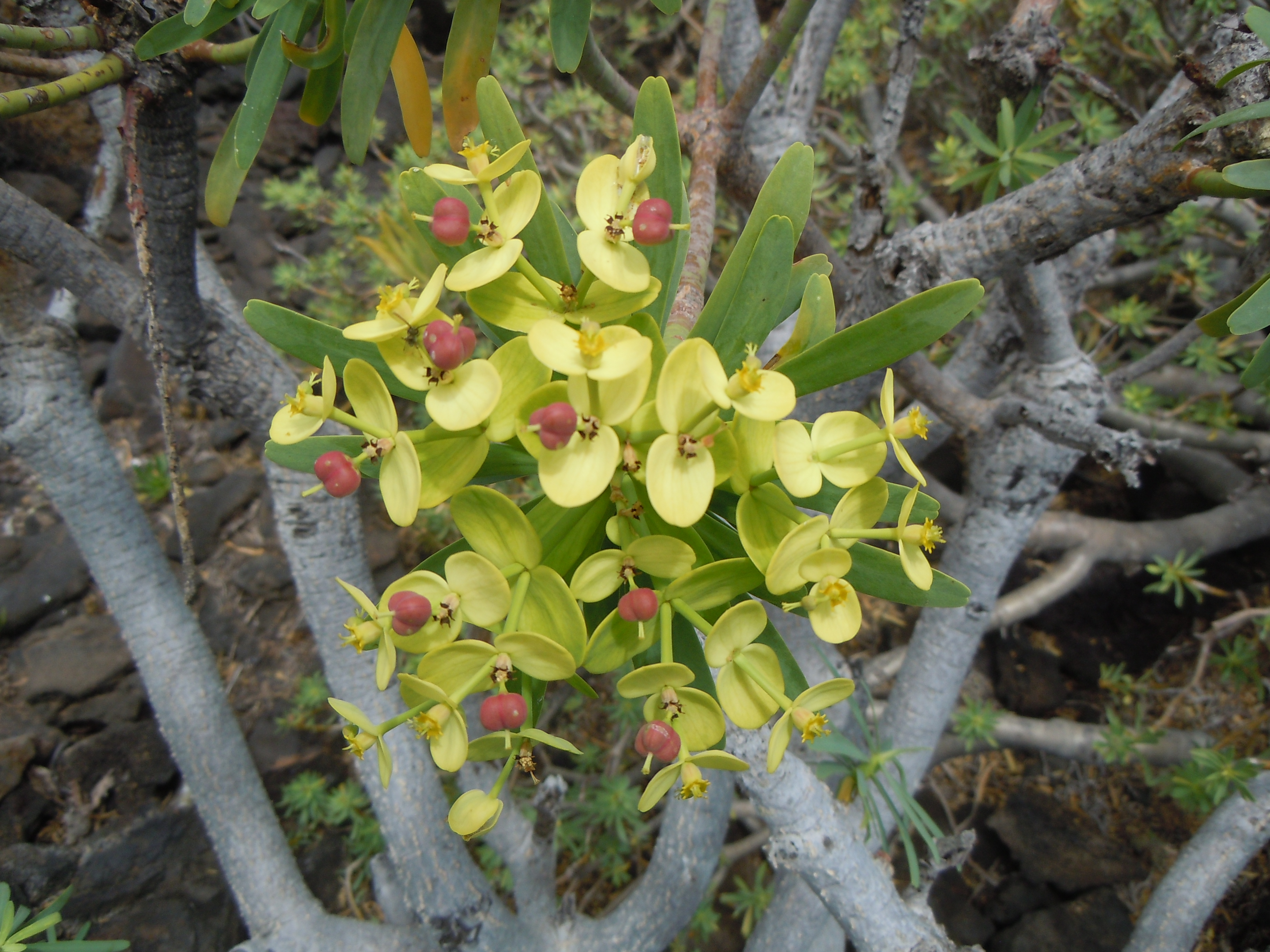

موطنه الأصلي جزر الكناري الشرقية - كناريا الكبرى ولانزاروت وفويرتيفنتورا وغرب المغرب. يختلف نطاقه عن نطاق الفربيون اللاماركي، والذي غالبًا ما يتم خلطه بينه وبين فربيون ريجيس جوبا والموجود في غرب جزر الكناري – تينيريف وشمال غرب كومارا ولا بالما وإل هييرو.